# ICD-10 第十章：呼吸系统疾病

## 急性上呼吸道感染（J00-J06）
急性上呼吸道感染（J00-J06）
- J00 急性鼻咽炎(普通感冒)
- J01 急性鼻窦炎
- J02 急性咽炎
- J03 急性扁桃体炎
- J04 急性喉炎和气管炎
- J05 急性梗阻性喉炎(哮吼)和会厌炎
- J06 多发性和未特指部位的急性上呼吸道感染

## 流行性感冒和肺炎（J09-J18）
流行性感冒和肺炎（J09-J18）
- J09 Influenza due to identified avian influenza virus
- J10 由于被标明的流行性感冒病毒引起的流行性感冒
- J11 流行性感冒，病毒未标明
- J12 病毒性肺炎，不可归类在他处者
- J13 由于肺炎链球菌引起的肺炎
- J14 由于流行性感冒嗜血杆菌引起的肺炎
- J15 细菌性肺炎，不可归类在他处者
- J16 由于其他传染性病原体引起的肺炎，不可归类在他处者
- J17 分类于他处的疾病引起的肺炎
- J18 病原体未特指的肺炎

## 其他急性下呼吸道感染（J20-J22）
其他急性下呼吸道感染（J20-J22）
- J20 急性支气管炎
- J21 急性细支气管炎
- J22 未特指的急性下呼吸道感染

## 上呼吸道的其他疾病（J30-J39）
上呼吸道的其他疾病（J30-J39）
- J30 血管舒缩性和变应性鼻炎
- J31 慢性鼻炎、鼻咽炎和咽炎
- J32 慢性鼻窦炎
- J33 鼻息肉
- J34 鼻和鼻窦的其他疾患
- J35 扁桃体和腺样体慢性疾病
- J36 扁桃体周围脓肿
- J37 慢性喉炎和喉气管炎
- J38 声带和喉疾病，不可归类在他处者
- J39 上呼吸道的其他疾病
- J40 鼻中隔偏曲

## 慢性下呼吸道疾病（J40-J47）
慢性下呼吸道疾病（J40-J47）
- J40 支气管炎，未特指为急性或慢性
- J41 单纯性和粘液化脓性慢性支气管炎
- J42 未特指的慢性支气管炎
- J43 肺气肿
- J44 其他慢性阻塞性肺病
- J45 哮喘
- J46 哮喘持续状态
- J47 支气管扩张症

## 由于外部物质引起的肺部疾病（J60-J70）
由于外部物质引起的肺部疾病（J60-J70）
- J60 煤炭工尘肺
- J61 由于石棉和其他矿物纤维引起的尘肺
- J62 由于含硅(矽)粉尘引起的尘肺
- J63 由于其他无机粉尘引起的尘肺
- J64 未特指的尘肺
- J65 尘肺伴有结核病
- J66 由于特指的有机粉尘引起的气道疾病
- J67 由于有机粉尘引起的过敏性肺炎
- J68 由于吸入化学制剂、气体、烟雾和蒸气引起的呼吸性情况
- J69 由于固体和液體引起的肺炎
- J70 由于其他外部物质引起的呼吸性情况

## 主要影响间质的其他呼吸性疾病（J80-J84）
主要影响间质的其他呼吸性疾病（J80-J84）
- J80 成人呼吸窘迫综合征
- J81 肺水肿
- J82 肺嗜酸性粒细胞增多，不可归类在他处者
- J84 其他间质性肺疾病

## 下呼吸道化脓性和坏死性情况（J85-J86）
下呼吸道化脓性和坏死性情况（J85-J86）
- J85 肺和纵隔脓肿
- J86 脓胸

## 胸膜的其他疾病（J90-J94）
胸膜的其他疾病（J90-J94）
- J90 胸膜渗出，不可归类在他处者
- J91 分类于他处的情况引起的胸膜渗漏
- J92 胸膜斑
- J93 气胸
- J94 其他胸膜情况

## 呼吸系统的其他疾病（J95-J99）
呼吸系统的其他疾病（J95-J99）
- J95 操作后的呼吸性疾患，不可归类在他处者
- J96 呼吸衰竭，不可归类在他处者
- J98 其他呼吸性疾患
- J99 分类于他处的疾病引起的呼吸性疾患